# Teratophthalma bacche
Teratophthalma bacche is een vlindersoort uit de familie van de prachtvlinders (Riodinidae), onderfamilie Riodininae.
Teratophthalma bacche werd in 1916 beschreven door Adalbert Seitz.